# Гарвалик, Милан
Милан Гарвалик (чеш. Milan Harvalík; род. 16 августа 1970[…], Горжовице) — чешский лингвист, ведущий научный сотрудник и член учёного совета Института чешского языка Академии наук Чехии.

## Биография
В 1994 году М. Гарвалик окончил магистратуру философского факультета Карлова университета в Праге (во время учёбы специализировался по чешской и русской филологии). Затем учился в докторантуре на том же факультете, специализируясь по диалектологии и ономастике. В 2001 году защитил докторскую диссертацию. C 1990 года работает в Институте чешского языка академии наук Чехии, где с 2006 года заведует отделом ономастики. С 1994 года преподаёт в Институте чешского языка и теории коммуникации на философском факультете Карлова университета, где ведёт занятия по ономастике. С 2005 года в Карловом университета руководит докторскими диссертациями.

## Научная работа
М. Гарвалик — известный специалист в области чешской и славянской ономастики. Он является членом ряда учёных советов, а также редколлегий научных журналов, в том числе членом редколлегии журнала «Вопросы ономастики», главным редактором чешского журнала «Acta Onomastica». Выступил одним из организаторов научных конференций в Праге, Банска-Бистрице, Упсале, Задаре, Пизе и жр. городах. В 2004 году удостоен Премии им. Отто Вихтерле Чешской Академии наук для молодых учёных.

## Основные сочинения
- Synchronní a diachronní aspekty české onymie. Praha: Academia, 2004.
- Słowiańska onomastyka. Warszawa — Kraków : Towarzystwo Naukowe Warszawskie, 2002. Kapitola Stav onomastiky, s. 97-100. (на польском)
- Namenarten und ihre Erforschung. Ein Lehrbuch für das Studium der Onomastik. Hamburg : Baar-Verlag, 2004. Kapitola Hofnamen, s. 415—425. (на немецком)
- Slovník pomístních jmen v Čechách I (A). Praha: Academia, 2005. 112 s. ISBN 80-200-1248-6. (в соавторстве)
- Index českých exonym. Standardizované podoby, varianty. Praha : Český úřad zeměměřický a katastrální, 2006 (в соавторстве)
- Divnopis. Praha : Radioservis, 2006.
- Divnopis 2. Praha : Radioservis, 2008.